# Mauretania
Mauretania (arab. ‏موريتانيا‎, Muritanija), nazwa oficjalna Islamska Republika Mauretańska (arab. ‏الجمهورية الإسلامية الموريتانية‎, Al-Dżumhurija al-Islamija al-Muritanija) – państwo w północno-zachodniej Afryce, nad Atlantykiem. Graniczy z Senegalem, Mali, Algierią i Saharą Zachodnią. Znaczną część kraju stanowią pustynne terytoria saharyjskie.

## Ustrój polityczny
Mauretania jest republiką parlamentarną, z prawem stanowiącym kombinację prawa islamu i francuskiego prawa cywilnego. 
Według konstytucji uchwalonej w roku 1991 głową państwa i szefem rządu jest prezydent wybierany w wyborach powszechnych na 6-letnią kadencję. 
W Mauretanii obowiązuje system unikameralny, co oznacza, że władza ustawodawcza należy wyłącznie do Zgromadzenia Narodowego (176 deputowanych wybieranych na 5-letnią kadencję). Władzę wykonawczą sprawuje rząd z premierem powoływanym przez prezydenta.
Do 2017 roku istniał również Senat (56 senatorów wybieranych pośrednio na 6 lat), ale został zniesiony decyzją referendum konstytucyjnego.
W 2025 roku, w poprawce do konstytucji z 1991 roku wprowadzone zostały nowe przepisy dotyczące partii politycznych:
- Partie polityczne muszą być stowarzyszeniami non-profit o jasno określonym programie politycznym, szanującymi jedność narodową i niepozostającymi w sprzeczności z wartościami islamskimi ani spójnością społeczną.
- Członkostwo w partii jest dobrowolne i wymaga co najmniej 5 555 podpisów poparcia (w tym co najmniej 20% kobiet) pochodzących z połowy wilajetów (regionów administracyjnych) kraju.
- Partie nie mogą mieć powiązań zagranicznych ani propagować przemocy.
- Naruszenia mogą prowadzić do zawieszenia lub rozwiązania partii — decyzje te podejmuje minister spraw wewnętrznych, ale mogą one zostać zaskarżone do Sądu Najwyższego.

## Geografia
Mauretania ma dostęp do Oceanu Atlantyckiego (linia brzegowa wynosi 754 km). Większa część kraju to pustynia Sahara. Jedyną dużą rzeką, która nie wysycha, jest Senegal (graniczna). Najwyższe wzniesienie: Kudjat Idżdżil – 915 m n.p.m.
Na południu kraju, w strefie Sahelu, częstym elementem krajobrazu są sawanny porośnięte akacjami (guma arabska). Ku północy stają się coraz suchsze, przechodząc stopniowo w pustynie.

### Podział administracyjny
Mauretania podzielona jest na 12 regionów administracyjnych i 1 dystrykt stołeczny. Regiony dzielą się dalej na 44 departamenty, noszące nazwy swoich stolic.

## Historia

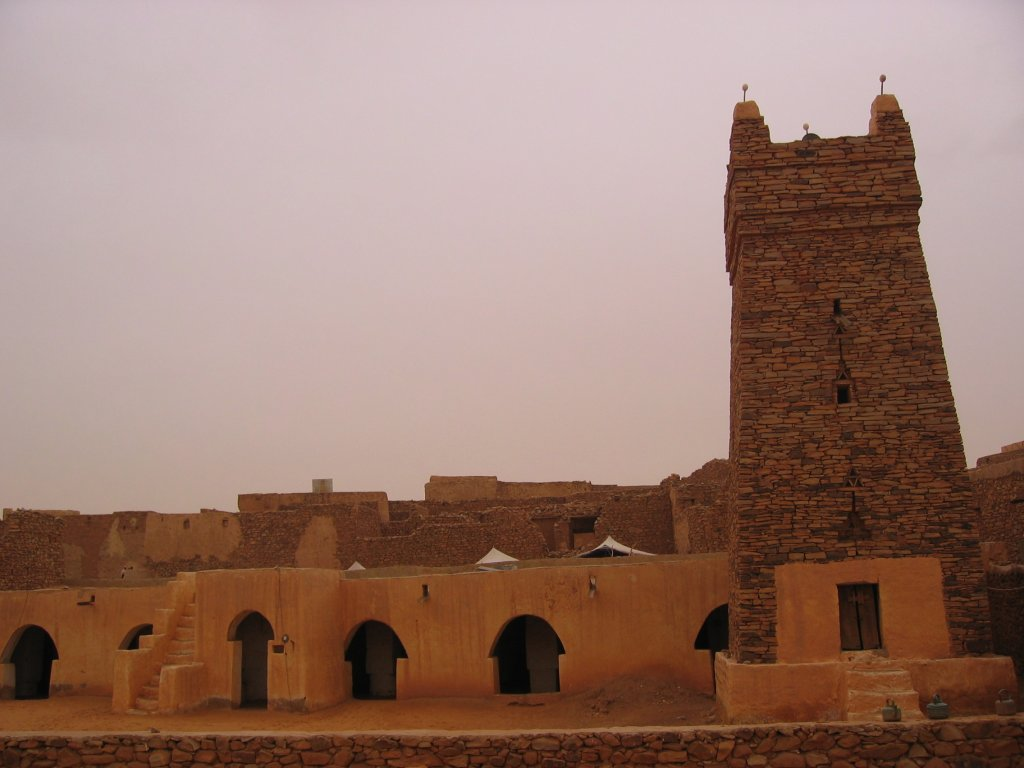
Meczet w Szinkicie

W starożytności tereny współczesnej Mauretanii zamieszkiwane były przez plemiona Bafour – przodków współczesnej czarnej ludności z grup etnicznych Soninke i Imraguen. W średniowieczu Bafour zostali w znacznej części wyparci przez koczownicze plemiona berberyjskie. W XI–XII wieku Mauretania, rządzona przez dynastię Almorawidów, była znaczącym państwem, potem podległa sułtanowi Maroka. W XV wieku na wybrzeżach powstały faktorie handlowe Portugalczyków, później także Holendrów, Francuzów i Brytyjczyków, którzy wzajemnie rywalizowali o wpływy w regionie. Od 1903 protektorat, a następnie kolonia francuska w składzie Francuskiej Afryki Zachodniej. Od 1958 autonomiczna Mauretańska Republika Islamska w ramach Wspólnoty Francuskiej, a od 1960 niepodległa republika.
Pierwszym prezydentem republiki został Muchtar wuld Dadda, będący przywódcą jedynej legalnej Partii Ludu Mauretanii. Początkowo większość krajów arabskich nie uznała niezależności Mauretanii i potwierdzała słuszność marokańskich pretensji do obszarów Mauretanii. Mauretania w rezultacie zmuszona była do zawiązania bliższych relacji z Francją i z państwami Czarnej Afryki. W 1969 roku Maroko uznało niepodległość Mauretanii, co spowodowało zbliżenie kraju do państw arabskich. W 1975 roku Daddah wprowadził program reform zapowiadających ustanowienie demokracji islamskiej, narodowej, centralistycznej i socjalistycznej, oraz wprowadził w życie porozumienie z Marokiem i Hiszpanią odnośnie do podziału Sahary Zachodniej.
W tym samym roku na północy Mauretanii rozpoczęła się wojna z siłami Frontu Polisario.
W lipcu 1978 i maju 1979 doszło do wojskowych zamachów stanu, w wyniku których władzę przejął Wojskowy Komitet Odrodzenia Narodowego, a dotychczas rządząca Partia Ludu Mauretanii została zdelegalizowana. Władzę w wyniku puczu objął Muhammad Chuna uld Hajdalla, który wprowadził w kraju islamskie prawo szariatu. W 1979 roku Mauretania po nieudanych starciach z Frontem Polisario, zrzekła się pretensji do terenu Sahary Zachodniej, a w 1984 roku uznała niepodległość tego kraju. W marcu 1981 roku miał miejsce nieudany zamach stanu, inspirowany przez Maroko, niezadowolone z polityki wobec Polisario. W tym samym roku Mauretania jako ostatni kraj na świecie zdelegalizowała niewolnictwo, ale nadal nie było ono skutecznie ścigane. W roku 1984 do władzy, w wyniku zamachu stanu doszedł pułkownik Maawija uld Sid’Ahmad Taja. Taja swoją władzę oparł na prawicowej Republikańskiej Partii Demokratycznej i Socjalnej. W 1989 roku doszło do konfliktu granicznego z Senegalem i zamieszek w kraju na tle etnicznym, zakończonych wygnaniem z kraju do Senegalu kilkudziesięciu tysięcy Afro-Mauretańczyków, którzy utworzyli tam Afrykańskie Siły Wyzwolenia Mauretanii (FLAM). Taja legitymizował swoją władzę prezydencką w kolejnych, niespełniających standardów demokratycznych wyborach. Do połowy lat 90. prowadził proiracką politykę zagraniczną, z której zrezygnować musiał na skutek międzynarodowej izolacji kraju po I wojnie w Zatoce Perskiej. W czerwcu 2003 roku miała miejsce próba przewrotu wojskowego, ale została stłumiona.
W sierpniu 2005 roku doszło do puczu wojskowego, który odsunął od władzy Taję. Do marca 2007 roku prezydentem kraju był pułkownik Ili uld Muhammad Fal. Wojskowi podjęli jednak następnie kroki w kierunku demokratyzacji kraju i wyprowadzenia go z izolacji. Wybory prezydenckie w marcu 2007 roku wygrał startujący jako niezależny, ale postrzegany jako popierany przez Wojskową Radę Sprawiedliwości i Demokracji, cywilny polityk Sidi uld Szajch Abdallahi. Uznany był przez społeczność międzynarodową za pierwszego demokratycznie wybranego prezydenta Mauretanii; prowadził politykę otwarcia kraju na współpracę międzynarodową, faktycznej likwidacji niewolnictwa oraz dialogu z uchodźcami tworzącymi zbrojną organizację FLAM. W 2007 roku wprowadzono przepisy pozwalające ścigać osoby korzystające z pracy niewolniczej, które jednak nie są przestrzegane, gdyż jest ono tolerowane przez duchowieństwo i urzędników. Prezydent Abdallahi krytykowany był jednak w kraju za daleko idący nepotyzm i rosnące ambicje polityczne. Kraj zaczął borykać się również z akcjami radykalnych islamistów związanych z Al-Ka’idą Islamskiego Maghrebu.
Próbując ograniczyć wpływy wojskowych, 6 sierpnia 2008 roku prezydent Sidi uld Szajch Abdallahi odwołał ze stanowiska szefa Gwardii Prezydenckiej generała Abd al-Aziza wraz z kilkoma innymi wojskowymi. W tym samym dniu generał Abd al-Aziz przeprowadził zamach stanu, zatrzymując prezydenta, premiera Jahja uld Ahmad al-Waghafa i ministra spraw wewnętrznych.
7 sierpnia ogłoszono skład 11-osobowej Rady Państwa na czele z Abd al-Azizem, która ogłosiła Abdallahiego „byłym prezydentem”. 8 sierpnia 2008 cztery partie, sprzeciwiające się zamachowi stanu (Narodowy Pakt na rzecz Demokracji i Rozwoju – PNDD-ADIL, Powszechny Sojusz Postępowy –APP, Unia Sił Postępu – UFP, Al-Mithaq), zawarły sojusz polityczny i utworzyły Narodowy Front Obrony Demokracji.
14 sierpnia 2008 Abd al-Aziz mianował nowym premierem Mulaja uld Muhammada al-Aghzafa. Ostatecznie, po wypracowaniu porozumienia z opozycją, wybory prezydenckie odbyły się 18 lipca 2009. Zdecydowane zwycięstwo w nich odniósł Muhammad uld Abd al-Aziz, zdobywając 52,6% głosów. Opozycja odrzuciła wyniki wyborów, uznając je za „prefabrykowane”. Międzynarodowi obserwatorzy z Unii Afrykańskiej i Ligi Państw Arabskich nie stwierdzili jednak żadnych oszustw wyborczych.

## Demografia
Populacja Mauretanii w 2024 roku wynosiła 5 169 395 osób. Około 40% ludności to Haratyni (ludność pochodzenia afrykańskiego mówiąca w języku arabskim), 30% mieszkańców to biali Maurowie, czyli Arabo-Berberowie, nad rzeką Senegal mieszkają ludy czarnoskóre (Wolofowie, Tukulerzy, Soninke, Fulanie), ok. 30% ludności.  Przyrost naturalny 2,7‰ (2021); w północnej i wschodniej części kraju ludność skupiona w nielicznych oazach. W dolinie rzeki Senegal średnia gęstość zaludnienia ponad 10 mieszkańców na km², średnia gęstość zaludnienia kraju 4 mieszkańców na km² (2021). Susza lat 70. i 80. spowodowała masową wędrówkę ludności koczowniczej do miast (1963 Nomadowie stanowili 83% ogółu ludności). Ludność miejska 39%; gł. m. poza stolicą to Nawazibu i Kajhajdi, z rolnictwa utrzymuje się ok. 60% ludności.
W zależności od szacunków przyjmuje się, że 140 tys. do 280 tys. mieszkańców kraju, tzw. Haratyni, to niewolnicy (10–20% populacji).

## Religie
Struktura religijna kraju w 2019 roku, według World Christian Database:
- islam – 99,3% (4627 tys.)
- tradycyjne religie plemienne – 0,4% (19,1 tys.)
- chrześcijaństwo – 0,2% (10 tys.):
  - katolicyzm (5200)
  - protestantyzm i pozostali chrześcijanie (4740)
- brak religii – 0,1% (4890)
- bahaizm – 0,01% (440).

## Gospodarka

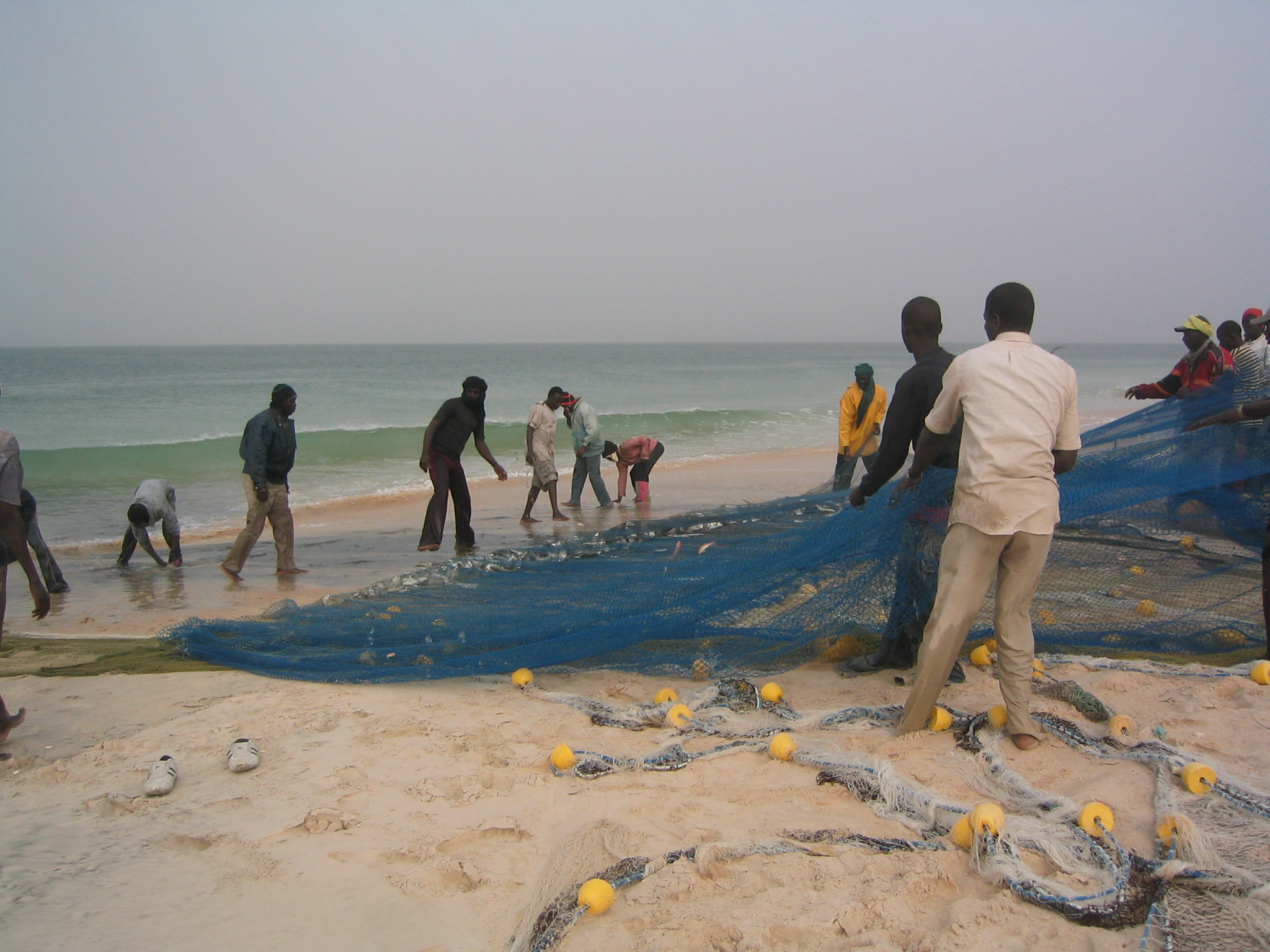
Rybacy na plaży w Nawakszucie

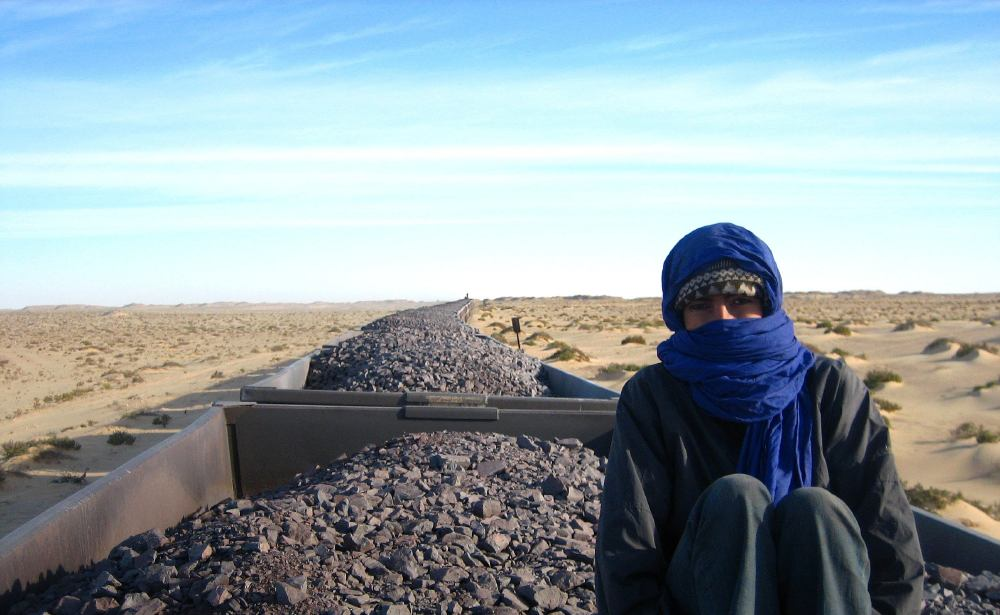
Pociąg kolei mauretańskiej, wyładowany rudą żelaza

Mauretania jest ubogim krajem rolniczym. Państwo to jest bardzo słabo rozwinięte (do końca lat 60. – koczownicze pasterstwo), silnie uzależnione od pomocy zagranicznej (gł. kapitał francuski). Podstawą gospodarki jest rybołówstwo (w latach 70. i 80. – górnictwo rud żelaza i miedzi). Roczne połowy morskie to ponad 90 tys. ton (głównie sardynki i tuńczyk).
- Wskaźniki gospodarcze: (2021)[33]
  - PKB: 8,23 mld USD
  - PKB na 1 mieszkańca: 1723 USD
  - Tempo wzrostu gospodarczego: 2,3%
  - Inflacja: 2,4% (2020)
  - Stopa bezrobocia: 11,5%

### Przemysł i górnictwo
W 2006 roku Mauretania dołącza do państw eksportujących ropę naftową.
Poza tym Mauretania posiada złoża rud żelaza, rud miedzi, złota i gipsu.
Wydobycie żelaza, miedzi i złota zajmuje ważne miejsce w przemyśle Mauretanii. Jeśli chodzi o wydobywanie żelaza Mauretania jest w pierwszej dwudziestce światowych wydobywców, chociaż w ostatnim czasie zauważalna staje się tendencja spadkowa.
W 2018 roku Mauretania produkowała około 11 tysięcy ton rudy żelaza natomiast miedzi w 2015 roku 45 tysięcy ton. 

### Rolnictwo

#### Uprawy
proso, sorgo, ryż, kukurydza

#### Hodowla
bydło, owce, kozy

### Emisja gazów cieplarnianych
Emisja równoważnika dwutlenku węgla z Mauretanii wyniosła w 2019 roku 13,21 Mt. W przeliczeniu na mieszkańca emisja wyniosła w 2021 roku 1723 kg dwutlenku węgla. Skokowy wzrost emisji samego dwutlenku węgla nastąpił w roku 1992 i od tego czasu proporcja jego i N2O jest podobna. Przez kolejne kilkanaście lat jego emisje pozostawały na zbliżonym poziomie, a po spadku w 2008 nastąpił dość szybki wzrost. Głównym źródłem emisji dwutlenku węgla pochodzenia kopalnego cały czas był transport. W 2018 emisja dwutlenku węgla pochodzenia kopalnego wynosiła 3,239 Mt, a w przeliczeniu na mieszkańca wyniosła 714 kg i w przeliczeniu na tysiąc dolarów PKB – 198 kg.

## Handel
Mauretania głównie importuje maszyny i materiały budowlane. Eksportuje ryby, ropę naftową i złoto.

## Transport
- główne porty lotnicze: Nawakszut, Nawazibu
- główne porty morskie: Rosso, Gouraye
- Mauretania ma tylko jedną linię kolejową (zob. transport kolejowy w Mauretanii), którą przewozi rudę żelaza z Zuwiratu do nadmorskiego Nawazibu (675 km)